# Otto Kratochwil

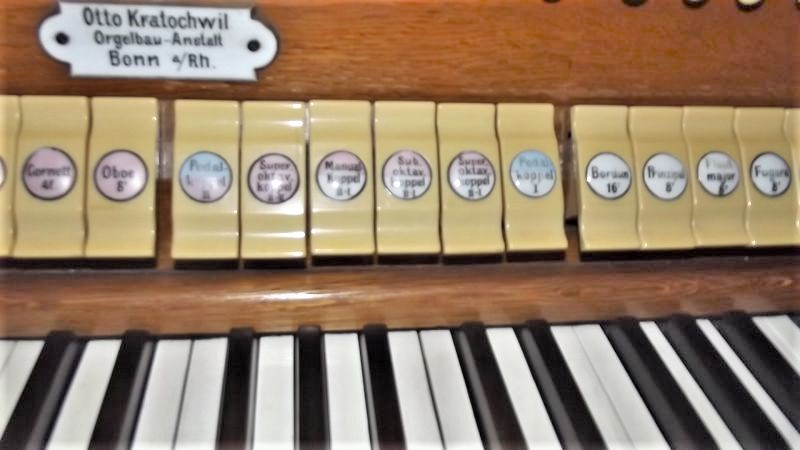
Registerstaffelei und Firmenschild der Kratochwil-Orgel in Hüttigweiler (1926), Saarland

Otto Kratochwil (Lebensdaten unbekannt) war ein Orgelbauer und Inhaber der Orgelbauanstalt Kratochwil mit Sitz in Bonn. Kratochwil war überwiegend in den 1920er und 1930er Jahren als Orgelbauer aktiv und hat einige heute historisch bedeutsame Instrumente errichtet. Die Werkstatt befand sich in der Nähe des Bonner Hauptbahnhofes in der Baumschulenallee 2A.

## Werkliste (Auswahl)
| Jahr  | Ort                  | Gebäude                              | Bild | Manuale | Register | Bemerkungen                                                                   |
| ----- | -------------------- | ------------------------------------ | ---- | ------- | -------- | ----------------------------------------------------------------------------- |
| 1921  | Kempenich            | St. Philippus und Jakobus            |      | II/P    | 21       | 1992 durch die heutige Mayer-Orgel ersetzt.                                   |
| 1921  | Miesenheim           | St. Kastor                           |      | II/P    | 21       | 2012 durch die heutige englische Keates-Orgel ersetzt.                        |
| ~1922 | Oberhausen           | Klosterkirche Zu Unserer Lieben Frau |      | II/P    | ??       | 1943 Im Zweiten Weltkrieg zusammen mit der Kirche vollständig zerstört.       |
| 1924  | Hüttigweiler         | St. Maria Magdalena                  |      | II/P    | 32 (33)  | Im Originalzustand erhalten.                                                  |
| 1924  | Halsenbach           | St. Lambertus                        |      | II/P    | 18       |                                                                               |
| 1924  | Langenfeld (Eifel)   | St. Quirinus                         |      | II/P    | 16       | 1968 auf 27 Register erweitert; 2019 durch Neubau von Hubert Fasen ersetzt.   |
| 1926  | Bouderath            | St. Gertrud                          |      | II/P    | 16       |                                                                               |
| 1926  | Lingerhahn           | St. Sebastian                        |      | II/P    | 26       | 1996 durch einen technischen Neubau im alten Gehäuse der Firma Mayer ersetzt. |
| 1932  | Kurtuvėnai (Litauen) | St. Johannes Apostel                 |      | II/P    | 15       | Im historischen Barockgehäuse                                                 |
| 1938  | Telšiai (Litauen)    | Kathedrale St. Antonius von Padua    |      | II/P    | 22       |                                                                               |